# Ghibellinen und Guelfen
Die Ghibellinen und Guelfen waren zwei verfeindete politische Gruppierungen im mittelalterlichen Reichsitalien. Während die Ghibellinen (Waiblinger) die Parteigänger des Kaisers waren, unterstützten die Guelfen (Welfen) die Politik des Papsttums.
Die Ghibellinen nannten sich nach der heute württembergischen Stauferstadt Waiblingen. Die Existenz dieses Namens ist erstmals um 1215 zur Zeit des Stauferkaisers Friedrich II. bezeugt. Der Name der Guelfen entstammt den Rivalen des Stauferhauses, dem Geschlecht der Welfen. 
Allerdings unterstützten die italienischen Guelfen gegebenenfalls auch die Sache des Kaisers, wenn es in ihrem Interesse war. Daher war die Trennung in Ghibellinen und Guelfen keineswegs immer so ausgeprägt, wie es gelegentlich dargestellt wird. So spalteten sich um 1300 in Florenz die Guelfen in die weißen Guelfen (kaiserfreundliche Guelfen), die für einen Kompromiss mit dem Kaiser eintraten, und die schwarzen Guelfen, die eine harte Politik gegenüber dem Kaiser verfolgten. Je nach aktueller Regierung in den Kommunen wurden Anhänger der einen oder der anderen Partei aus der Stadt verwiesen und ins Exil geschickt. Opfer dieser Machtpolitik wurde in Florenz beispielsweise auch der berühmte Dichter Dante. Der Kampf zwischen beiden Parteien überdauerte den Untergang der Staufer und stand im Spätmittelalter oft nur für verschiedene Gruppen innerhalb einer italienischen Kommune, die sich feindlich gegenüberstanden.

## Historische Entwicklung
Innerstädtische Kämpfe spielten in der Geschichte vieler italienischer Städte eine große Rolle. Solche Fehden gab es in fast allen italienischen Städten – mit Ausnahme Venedigs – und sie sind in ihren Einzelheiten nicht leicht zu beschreiben. Es gab zunächst einmal den großen und das ganze Land durchziehenden Antagonismus zwischen den „weißen“ Ghibellinen und den „schwarzen“ Guelfen, also zwischen den Anhängern des Kaisers und denen des Papstes. Diese Auseinandersetzung zwischen Papst und Kaiser bestimmte jahrhundertelang die mittelalterliche und frühneuzeitliche Geschichte.
Mit Beginn des Mittelalters bestand im 6. Jahrhundert und später zunehmend im 10. und 11. Jahrhundert ein umfassender Konkurrenzkampf um die Macht im christlichen Abendland. Neben dem Machtanspruch des Kaisers gab es den des Papstes in Rom.
Zwar wird regelmäßig behauptet, dass es eine Trennung zwischen weltlicher und geistlicher Gewalt gab, die sogenannte Zwei-Schwerter-Theorie, aber eine saubere Trennung war nicht immer möglich. Vor allem sollte eine solche oft gar nicht vorgenommen werden. Karl der Große und Heinrich IV. empfanden sich beispielsweise nicht nur als weltliche Herrscher, die von Fürsten gewählt und von diesen abhängig waren; vielmehr sahen sie ihre Herrschaft als gottgegeben an und gelangten damit in die Einflusssphäre des Papstes.
Ebenso war es nicht die Absicht des Papstes, sich lediglich um das sogenannte Seelenheil seiner Untertanen zu kümmern. Die Kirche hatte klare weltliche Machtansprüche, und schließlich waren die „Untertanen“ dieselben wie jene des Kaisers. Der Papst war somit nicht nur geistliche Autorität. Der Kirchenstaat sorgte durch Ausdehnung seines geographischen Gebietes und seiner finanziellen Einnahmen zunehmend für die Möglichkeit, seine Vorstellungen konkret durchzusetzen – auch mit Waffengewalt.
Aus einem Streit um die Aufteilung des menschlichen Lebens zwischen religiösen und weltlichen Prinzipien war ein rein politischer Machtkampf geworden. Eine der zentralen Fragen war, wie die Rangordnung zwischen Papst und Kaiser zu definieren sei, woraus sich die Folgefrage ableitete, wer wen einsetzen – und damit auch absetzen – dürfe; diese Auseinandersetzung wird als Investiturstreit bezeichnet.
Diese umfassende Auseinandersetzung zwischen den beiden Gruppen, den Ghibellinen und den Guelfen, also zwischen Kaisertreuen und Papsttreuen, durchzog und beeinflusste in weiterer Folge alle zwischen- und innerstädtischen Vorgänge. Die Polarität zwischen Ghibellinen und Guelfen war seit dem beginnenden 13. Jahrhundert ein altes, traditionelles Raster, um private Fehden jedweder Couleur auf diese Bühne zu verlagern.
Klaus Zimmermanns beschreibt das Grundmuster dieser Situation folgendermaßen:

„Die Rivalität der toskanischen Stadtstaaten wurde in die Machtkämpfe zwischen Kaiser und Papst verwickelt. Der Kaiser versuchte, den Expansionsdrang der Städte einzuschränken und an ihrem wirtschaftlichen Wohlstand teilzuhaben. Die Städte, obwohl sie die Oberhoheit des Kaisers niemals formal in Frage stellten, weigerten sich, Abgaben zu zahlen und kaiserliche Vikare in ihren Mauern zu dulden. Unter den toskanischen Städten führten Florenz, Lucca und San Gimignano meist eine papstfreundliche Politik gegen den Kaiser, zumal die Kirche durch ihre internationalen Verbindungen den Fernhandel begünstigte. Arezzo, Pisa, Pistoia und Siena dagegen erhofften vom Kaiser Unterstützung gegen den Expansionsdrang der Republik Florenz.

Seit etwa 1240 nannte man die Parteigänger des Reiches Ghibellinen, die des Heiligen Stuhles Guelfen. Die schwarzen Guelfen oder Welfen waren ursprünglich die Anhänger der deutschen Fürstenfamilie der Welfen. Es begann damit, dass zu Beginn des 13. Jahrhunderts Innozenz III. aus machtpolitischen Gründen einem Mitglied dieser Familie, nämlich Otto IV., die Kaiserkrone verliehen hatte – anstelle des Staufers Philipp von Schwaben. Die weißen Ghibellinen waren also ursprünglich die Leute der Staufer, die anfangs nach ihrer schwäbischen Heimatstadt „Waiblinger“ hießen. Aus dieser Ableitung entstand über mehrere Stufen der Sprachentwicklung der Name „Ghibellinen“. Eine Familienfehde zwischen den Buondelmonti und den Amidei in Florenz soll 1215 die Parteibildung ausgelöst haben.

Zu den Parteigängern der Ghibellinen zählte vor allem der Adel, während die Großkaufleute auf der Seite der Guelfen standen. In allen Städten waren beide Parteien vertreten. Während der heftigen Auseinandersetzungen in der Mitte des 13. Jahrhunderts zählte die Zugehörigkeit zur Partei mehr als die zur Heimatstadt. Ghibellinische Florentiner kämpften auf der Seite Sienas, guelfische Sienesen für Florenz.

Die kaisertreuen Ghibellinen setzten dabei allerdings auf eine Macht, deren Ideale von Vasallentum und Reich der Vergangenheit angehörten und deren politische und militärische Kraft im Schwinden begriffen war. Die Guelfen dachten zeitgemäßer und gaben den Großkaufleuten, die am Wohlstand der Städte wesentlichen Anteil hatten, die politische Macht.“

Das ist das historische Raster, das immer wieder in den Stadtgeschichten auftaucht und das man einmal in seiner Grundstruktur verstanden haben muss, um die jeweiligen Feinheiten in den einzelnen Städten zu durchschauen. Im mittelalterlichen Florenz beispielsweise gab es viele Türme, wie sie heute noch ähnlich in San Gimignano vorhanden sind. Diese sogenannten „Geschlechtertürme“ der einzelnen Patrizierfamilien waren nicht regelmäßig über das Stadtgebiet verteilt, sondern zu Familiengruppen vereint. Florenz war damals eine Stadt aus privaten Festungen, zwischen denen die Häuser der Kleinbürger sich in engen Gässchen zusammendrängten.
„Jeder hatte allen Grund, vor jedem [anderen] auf der Hut zu sein, darum gab es statt Fenstern meist nur Schießscharten, durch die man den Raum vor den ebenfalls engen, verrammelten Türen stets beobachten und beschießen konnte.“ Das Leben in diesen Türmen war also alles andere als luxuriös und änderte sich erst später mit dem Aufkommen der Paläste im 15. Jahrhundert. Auf diesen Palästen wurde dann gerne als Erkennungszeichen eine bestimmte Zinnenform im Kranz angebracht, wobei besonders die Schwalbenschwanzform unter der Bezeichnung Ghibellinenzinnen bekannt geworden ist. Ursprünglich handelte es sich dabei aber eher um eine technische, von der politischen Ausrichtung unabhängige Weiterentwicklung der Rechteckzinnen, um eine Armbrust sicherer auflegen und genauer zielen zu können.
Im 13. Jahrhundert hatte Florenz mehr als 150 solcher Geschlechtertürme und sie erreichten eine Höhe bis zu 70 Metern. Der noch heute erhaltene Torre Asinelli in Bologna war sogar 97 Meter hoch. Die erste demokratische Verfassung 1250 brachte das Verbot, höher als 29 Meter zu bauen, und alle privaten Bauwerke wurden auf diese Höhe abgetragen. „Aber nicht nur die Zwecke der Verteidigung und die Unsicherheit des damals üblichen Kampfes aller gegen alle trieb die Bauwerke der Patrizier so in die Höhe, sondern allein schon die Enge des Raumes innerhalb der alten Stadtmauer war Grund genug, diese ersten Wolkenkratzer der Menschheit zu errichten.“ Nicht zuletzt war die Höhe der Türme auch eine Prestigefrage für die Familien.
Die Auseinandersetzungen zwischen den beiden Gruppen wurden teilweise mit großer Zerstörungswut ausgetragen. In Florenz wurden beispielsweise vor dem Auszug der Guelfen zur Schlacht von Montaperti am 4. September 1260 gegen die sienesischen Ghibellinen deren Florentiner Türme abgebrochen. Doch die Ghibellinen gewannen die Schlacht und rissen nun ihrerseits 47 Paläste, 198 Häuser und 59 Türme der Guelfen in Florenz und weitere 464 Gebäude auf dem Land nieder. Andere wichtige Schlachten zwischen Ghibellinen und Guelfen waren die Schlacht von Cortenuova am 27. November 1237, die Schlacht bei Tagliacozzo am 23. August 1268, die Schlacht von Campaldino am 11. Juni 1289 und die Schlacht von Altopascio im Jahr 1325.
Als heraldisches Symbol wählte sich die Guelfenpartei die Lilie, die sich vom Lilienwappen des Kapetingers Karl von Anjou ableitete, der mit päpstlicher Unterstützung die Kaiserpartei der Staufer bekämpfte. Die Ghibellinen hingegen verwendeten den kaiserlichen Reichsadler. Die Lilie ist daher in zahlreichen Wappen einst guelfisch gesinnter italienischer Adelsgeschlechter oder auch Kommunen (etwa von Florenz und Bologna, hier im Turnierkragen) zu finden, während der doppelköpfige Adler auf ghibellinische Anhängerschaft hindeutet.

## Neuzeit
Im 16. Jahrhundert nannte man die Bestrebungen des spanisch-habsburgischen Großkanzlers Mercurino Arborio di Gattinara, seinem König Karl I. das Kaisertum des Heiligen Römischen Reichs als Voraussetzung zur Errichtung einer Universalmonarchie zu verschaffen, Neoghibellinismus.
Der Neoguelfismo war dagegen unter den Vorzeichen des italienischen Risorgimento bis um 1850 die Option, die nationale Einung unter der Führung des Papstes zu vollziehen. Stattdessen vollzog sie sich unter der Führung des Hauses Savoyen und des Königreichs Sardinien-Piemont.
Bezeichnungen wie Ghibellinia oder Guelphia kamen im 19. Jahrhundert auch bei Studentenverbindungen auf. Mit diesen wurde Bezug auf die Reichspolitik der mittelalterlichen Staufer nach der deutschen Nationalstaatsgründung 1871 genommen.